# Makayam jezik
Makayam jezik (adulu, atura, aturu, makaeyam, tirio; ISO 639-3: aup), jedan od pet tirio jezika, transnovogvinejska porodica, kojim govori 1 300 ljudi (2003 SIL) u Papui Novoj Gvineji, na području provincije Western.
Većina govornika živi na otoku Sumogi na estuariju rijeke Fly (sela: Adulu, Lewada, Suame). Dijalekt giribam (možda poseban jezik), govori se u selu Janor čijih 82 stanovnika govore i bitur [mcc] i Makayam.

## Vanjske poveznice
- Ethnologue (14th)